# Fontiès-d'Aude
Fontiès-d'Aude là một xã của Pháp, nằm ở tỉnh Aude trong vùng Occitanie. Người dân địa phương trong tiếng Pháp gọi là Fontiesois.
Fontiès-d'Aude cách Carcassonne 9 km về phía đông.
Các xã giáp ranh:Montirat, Floure et Trèbes.

## Hành chính
| Danh sách các xã trưởng                |                  |                  |      |         |
| Giai đoạn                              | Giai đoạn        | Tên              | Đảng | Tư cách |
| tháng 3 năm 2008                       | tháng 3 năm 2014 | Alain Garino     | PCF  |         |
| tháng 3 năm 2001                       | tháng 3 năm 2008 | Claude Escourrou |      |         |
| Tất cả các dữ liệu trước đây không rõ. |                  |                  |      |         |

## Thông tin nhân khẩu
| Năm    | 1962 | 1968 | 1975 | 1982 | 1990 | 1999 | 2004 |
| ------ | ---- | ---- | ---- | ---- | ---- | ---- | ---- |
| Dân số | 300  | 311  | 239  | 281  | 336  | 367  | 396  |